# プロパトリア駅

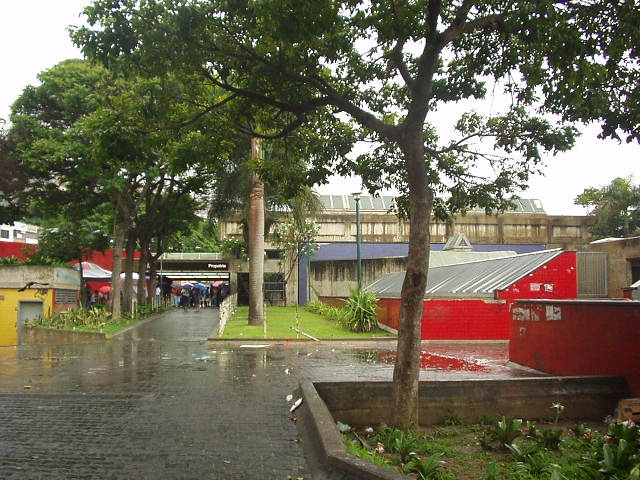
第二通り出口とホームの屋根（2004年6月）

プロパトリア駅（プロパトリアえき、Estación Propatria）はベネズエラのカラカスにあるカラカス地下鉄1号線の駅である。1号線の西端にあたり、首都地区リベルタドル市・スクレ区に位置する。1983年1月2日開業。

## 駅の構造
ホームは相対式2面2線。地下1階がホーム、地上1階に切符売り場と改札がある。出入り口は南北2か所。北出口は第一通り 、南出口は第二通りに面する。

## 駅の周辺
駅はプロパトリアという地区にあり、北側には道路2本先に急傾斜があるので、南側に商店街が発達している。1号線と3号線の車両基地はこのプロパトリア駅に存在する。

## 隣の駅
- プロパトリア駅 - ペレス・ボナルデ駅